# Ларионов, Борис Дмитриевич
Борис Дмитриевич Ларионов (1923 — 1943) — красноармеец Рабоче-крестьянской Красной Армии, участник Великой Отечественной войны, Герой Советского Союза (1943).

## Биография
Борис Ларионов родился в 1923 году в деревне Челпаново (ныне — Нерехтский район Костромской области). После окончания начальной школы работал в колхозе. Осенью 1941 года Ларионов был призван на службу в Рабоче-крестьянскую Красную Армию. С 1942 года — на фронтах Великой Отечественной войны. Был тяжело ранен. Участвовал в Сталинградской битве.
К сентябрю 1943 года красноармеец Борис Ларионов был стрелком 11-й мотострелковой бригады 10-го танкового корпуса 40-й армии Воронежского фронта. Отличился во время битвы за Днепр. 23 сентября 1943 года Ларионов одним из первых переправился через Днепр в районе посёлка Ржищев Киевской области Украинской ССР и принял активное участие в боях за захват и удержание плацдарма на его западном берегу, уничтожив 15 вражеских солдат и офицеров. Ночью Ларионов был направлен в разведку, в ходе которой вместе с товарищами разгромил группу солдат противника, уничтожив 34 солдата и 1 офицера, а также захватив в плен 3 солдат и 1 офицера с важными документами и картами. Во время отхода группы Ларионов погиб. Похоронен в Ржищеве.

## Награды
Указом Президиума Верховного Совета СССР от 23 октября 1943 года за «мужество и героизм, проявленные при форсировании Днепра и в боях за удержание плацдарма», красноармеец Борис Ларионов посмертно был удостоен высокого звания Героя Советского Союза. Также посмертно был награждён орденом Ленина.